# Юн Дуджун
Юн Ду Джун — южнокорейский певец. Лидер группы Beast.

## Биография
В средней школе Ду Джун активно занимался футболом и мечтал стать футболистом, но его мечта изменилась после выхода шоу MTV «Big Bang Documentary». Сначала его родители и учителя были против, но он уговорил их записать его в музыкальную школу и вскоре стал ходить на прослушивания.
Затем стал тренироваться в компании JYP Entertainment и принял участие в реалити-шоу канала Mnet «Горячая кровь» / «Hot Blood» вместе с будущими участниками 2AM и 2PM, но к его огорчению был исключен. После этого был переведен в компанию Cube Entertainment.
Дуджун впервые засветился в музыкальном видео на песню AJ «Wipe the Tears», где снялся вместе с Чун Хёном в качестве рэпера, а также работал у него на подтанцовке.
Так же Ду Джун всегда хотел стать актером. Ещё до дебюта он прошёл кастинг в ситком «High Kick Through the Roof» и ему предложили роль в ситкоме, но он отказался, чтобы сосредоточиться на музыкальной карьере. Однако спустя месяц после дебюта Ду Джун всё же нашёл, чем ещё заняться — он стал участником шоу MBC «Данби» и путешествовал со съёмочной группой по всему миру. А после того, как участница SNSD Тэ Ён оставила пост ведущего радио-шоу MBC «Chin Chin Radio», вместе с певицей IU стал временным ведущим на 2 недели.
Записал вместе с Дон Уном балладу «When The Door Closes».
После выпуска альбома Hard to Love, How to Love в 2013 году Ду Джун и Чун Хён выпустили свою специальную песню, «I Am A Man», бесплатно.

## Актерская деятельность

### Снялся в таких сериалах как
- splash splash love/ Брызги любви
- Let’s Eat 2 / Давай поедим 2
- Let’s Eat / Давай поедим
- IRIS 2 / Айрис 2
- A Thousand Kisses / Тысяча поцелуев — cameo
- All My Love / А я денежки люблю
- More Charming by the Day
- Marrying The Mafia 5 / Замужем за мафией 5
- Hey Ghost, Let's Fight/Привет призрак, давай сразимся-cameo
- Radio Romance / Радио "Романтика" - Чжи Су Хо

### Тв-шоу с его участием
- Running Man / Бегущий человек — (эп. 104, 162)
- Win Win / Вин Вин — гость
- Exciting Cube TV
- Qualifying Men — (эп. 369)
- SHIN PD Variety Show — гость
- Danbi
- Idol Maid
- Hot Blooded Men

## Награды
| Год  | Награда                  | Категория           | Номинация                              | Результат |
| ---- | ------------------------ | ------------------- | -------------------------------------- | --------- |
| 2010 | MBC Entertainment Awards | Rookie Comedy Award | All My Love & More Charming By the Day | Победа    |
| 2015 | tvN go Awards            | Rising Actor Award  | Let's Eat                              | Победа    |